# John Burghill
John Burghill OP (auch Burghull) (* um 1330; † vor dem 20. Mai 1414) war ein englischer Ordensgeistlicher. Ab 1396 war er Bischof von Llandaff, ab 1398 Bischof von Coventry und Lichfield.

## Herkunft
Über die Herkunft von John Burghill ist nur wenig bekannt. Er entstammte einer Familie der niederen Gentry und war ein Sohn von Thomas Burghill und dessen Frau Sibylla. Anscheinend entstammte sein Vater der Familie Burghill aus Burghill in Herefordshire, seine Mutter vermutlich der Familie Peverel aus Leicestershire. Er hatte mindestens zwei Brüder, William und Thomas, und vermutlich eine Schwester.

## Aufstieg zum Bischof von Llandaff
Burghill trat vor März 1350 vermutlich in Hereford dem Dominikanerorden bei. Im September 1354 wurde er von Bischof Trilleck zum Priester geweiht. Er wurde ein enger Vertrauter von Thomas Rushook, der in den 1350er Jahren Leiter der Dominikanerniederlassung in Hereford wurde. Als Rushook Beichtvater von König Richard II. wurde, folgte ihm Burghill wohl als sein Kaplan an den Königshof. Über eine von Burghills Pfründen in Gloucester kam es zwischen 1388 und 1392 zu einem Rechtsstreit, doch ansonsten überstand er anscheinend ohne Schaden die politisch unruhige Regierungszeit von Richard II., während sein ehemaliger Mentor Rushook 1388 den Königshof verlassen und ins irische Exil gehen musste. 1394 wurde Burghill neuer Beichtvater des Königs. Im selben Jahr nahm er am ersten Feldzug von Richard II. nach Irland teil. Am 12. April 1396 wurde er zum Bischof der walisischen Diözese Llandaff ernannt und in Rom zum Bischof geweiht.

## Bischof von Coventry und Lichfield

### Wahl zum Bischof von Coventry und Lichfield
Als Anfang 1398 Richard le Scrope, der Bischof der Diözese Coventry und Lichfield, Erzbischof von York wurde, sollte zunächst John Buckingham, der bisherige Bischof von Lincoln, neuer Bischof von Coventry und Lichfield werden. Buckingham gab zwar sein Amt als Bischof von Lincoln auf, starb aber wenige Monate später. Daraufhin wurde Burghill als neuer Bischof von Coventry und Lichfield vorgeschlagen. Ausschlaggebend dafür war offenbar Burghills Status als Vertrauter des Königs, doch offenbar verfolgte der König damit kein weiteres politisches Ziel. Burghill wurde am 2. Juli 1398 zum Bischof gewählt, und der König lieh ihm 1000 Mark, damit er die Gebühren für den Wechsel der Diözese bei der Kurie zahlen konnte. In Anwesenheit Richards II., mehrerer Adliger und der Erzbischöfe Richard le Scrope von York, Thomas Arundel von Canterbury und Thomas Cranley von Dublin wurde Burghill am 8. September 1398 in Lichfield inthronisiert. Danach gehörte Burghill jedoch häufig weiter zum Gefolge des Königs und nahm 1399 auch an dessen zweiten Feldzug nach Irland teil. Während dieses Feldzugs kehrte der verbannte Henry Bolingbroke nach England zurück, stürzte Richard II. und wurde als Heinrich IV. neuer König von England.

### Wirken als Bischof
Nach dem Sturz von Richard II. zog sich Burghill in seine Diözese zurück, die er danach nur noch selten verließ. Auch an den Parlamenten von Heinrich IV. nahm er nicht mehr teil, wozu aber wohl nicht nur die Ereignisse von 1399, sondern auch sein fortgeschrittenes Alter beitrugen. Zunächst residierte Burghill in Eccleshall Castle, später in Shugborough Hall in Staffordshire. Burghill versuchte, das Andenken an den abgesetzten und danach wohl ermordeten Richard II. zu bewahren. Als einziger Bischof nahm er am 14. März 1400 an der Beisetzung des ehemaligen Königs in Kings Langley teil. Dennoch war er an keiner der Verschwörungen beteiligt, mit der Anhänger Richards II. Heinrich IV. stürzen wollten.
Als Bischof förderte Burghill die beiden Kathedralen seiner Diözese in Lichfield und Coventry. In Coventry förderte er die Verehrung der heiligen Osberga, die im Kathedralpriorat beigesetzt war. Für die Kathedrale von Lichfield stiftete er Messgewänder und förderte den Kathedralchor. Bereits vor August 1409 war sein Grab nahe dem Hochaltar in Lichfield fertiggestellt worden, in dem er nach seinem Tod 1414 beigesetzt wurde. In seinem am 21. Juni 1412 aufgesetzten Testament vermachte er den Großteil seines Vermögens an mehrere Klöster. Daneben bedachte er seine beiden Brüder und zwei Neffen, vermutlich die Söhne seiner mutmaßlichen Schwester.